# Paseo Nuevo
 (octobre 2019).
Le Paseo Nuevo est un centre commercial américain situé dans le centre-ville de Santa Barbara, en Californie. Ouvert en 1990, ce centre à ciel ouvert est la propriété de Pacific Retail.